# 吳廷琛
吳廷琛（1773年—1844年），字震南，號棣華，江蘇蘇州府吳縣人，清朝政治人物。

## 生平
嘉慶七年（1801年）中式壬戌科會試第一名（會元），一甲第一名進士（狀元），嘉慶帝稱「雙元獨冠三吳彥」。授翰林院修撰，十五年（1810年）任浙江金華府知府，二十一年（1816年）調杭州府知府，道光二年（1822年）升雲南按察使，五年（1825年）改雲南布政使，整飭銅政，二十四年（1844年）卒。

## 著作
著有《歸田集》。